# Monnaie de carte
Pour les articles homonymes, voir Monnaie (homonymie).
La monnaie de carte est une monnaie de nécessité apparue d'abord au Canada (Nouvelle-France) et devenue moyen de paiement par cours forcé sous le règne de Louis XIV en 1685. Cet instrument financier consisterait en la première tentative de monnaie fiduciaire française et nord-américaine.

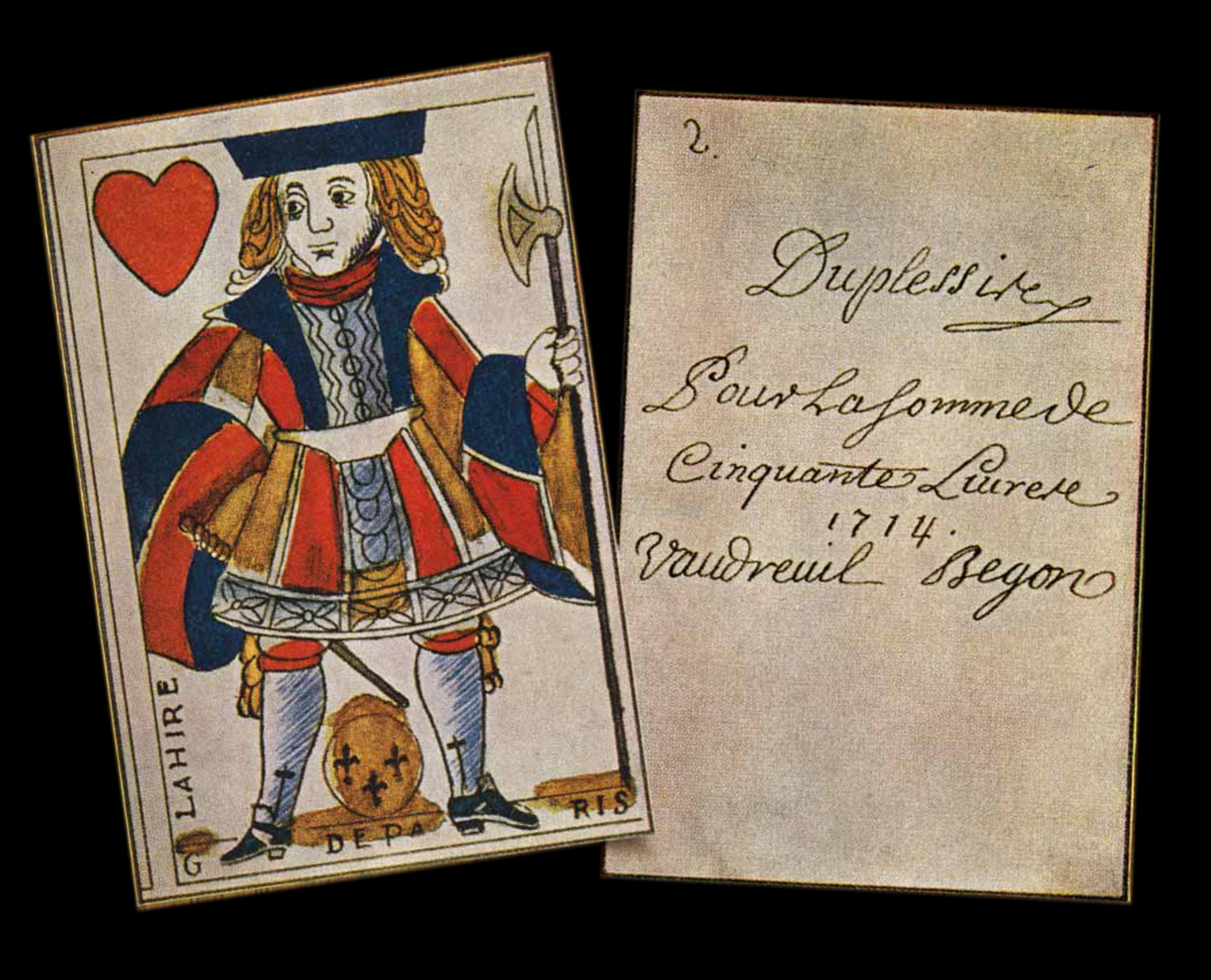
Carte à jouer ayant valeur de monnaie (1714), utilisée dans la colonie du Canada lorsque la monnaie métallique vient à manquer, copie attribuée à Henri Beau. Source : Collection nationale de monnaie, musée de la Banque du Canada.

D'autres formes de monnaie de carte furent également utilisées en Louisiane française, en Guyane néerlandaise, et en France métropolitaine durant la période révolutionnaire.

## Origines de la monnaie de carte
En Nouvelle-France, à la fin du XVIIe siècle, la rareté des pièces de monnaie est criante au Canada, surtout l'hiver, puisque les navires ne peuvent circuler sur le fleuve Saint-Laurent en raison de l'épaisseur de la glace, empêchant la livraison des marchandises.
Le 16 février 1670, des pièces de monnaie en argent (15 et 5 sols) et en cuivre (double tournois) pour un montant total de 100 000 livres, « sont frappées à Paris et envoyées à la condition expresse que celles-ci soient diffusées dans la mère patrie. Malgré cette interdiction, notons que ces pièces furent utilisées pour envoi de fonds. Ainsi il y avait peu ou pas de pièces de monnaie [spécifiques au] pays avec lequel on commerce ».
En 1674, le roi donne l'ordre qu'en ses colonies tous les comptes, achats et paiements divers devaient être soldés en argent sonnant. Pour comble, en 1684, il envoie des soldats au pays, ordonne de les faire vivre mais oublie leur paie. Jacques de Meulles, intendant de la justice, police et finances en Canada, Acadie, Isle de Terre Neuve et autres pays de la France septentrionale, n'a de fonds pour payer ni les fonctionnaires coloniaux ni les troupes. En juin 1685, il émet donc des notes de crédit d'un nouveau genre.
« À cette époque, il n'y avait pas encore d'imprimerie dans la colonie, et d'un autre côté, comme peu d'habitants savaient écrire, le papier n'était pas en abondance. Mais pendant les longues soirées d'hiver, les jeux de cartes étaient l'amusement favori de la population, et par conséquent, il s'en trouvait un dépôt assez considérable ».
Le bon papier étant rare, il réquisitionne les cartes à jouer dans la colonie et, apposant son sceau et sa signature, les émet en différentes coupures en tant que valant pour monnaie ou espèces. Par ordonnance, ces cartes sont reconnues légales et les marchands sont sommés de les accepter. 
Il écrivit de Québec, le 24 septembre 1685, au ministre secrétaire d’État au département de la Marine :
« Je me suis trouvé cette année dans une très grande nécessité touchant la subsistance des soldats ; vous n'aviez ordonné de fonds, Monseigneur, que jusques en Janvier dernier, je n'ay pas laissé de les faire vivre jusques en septembre qui font huit mois entiers. J'ay tiré de mon coffre et de mes amis tout ce que j'ay pû, mais enfin les voyant hors d'estat de me pouvoir rendre service davantage, et ne sçachant plus à quel saint me vouer, l'argent estant dans une extrême rareté, ayant distribué des sommes considérables de tous costez pour la solde des soldats, je me suis imaginé de donner cours au lieu d'argent à des billets de cartes que j'avais fait couper en quatre ; je vous envoye Monseigneur, des trois espèces, l'une estant de quatre francs, l'autre de quarante sols et la troisième de quinze sols, parce qu'avec ces trois espèces je pouvais faire leur solde juste d'un mois, j'ay rendu une ordonnance par laquelle j'ay obligé tous les habitants de recevoir cette monoye en payement et luy donner cours, en m'obligeant en mon nom de rembourser les dits billets, personne ne les a refusés et cela a fait un si bon effet que par ce moyen les trouppes ont vescu à l'ordinaire. »
— Jacques de Meulles
Ainsi est apparue la « monnaie de carte », cinq ans avant l'émission de papier-monnaie au Massachusetts.
L'historien William John Eccles écrit que « c’est à lui [De Meulles] que revient le mérite d’avoir imaginé un système plein d’ingéniosité : la mise en circulation de la monnaie de carte, la première monnaie de papier en Amérique du Nord ».

### Fonctionnement
« De Meulles utilisera des cartes à jouer ordinaires,  soit entières, ou le coupées en deux ou en quatre, avec le mot «bon» inséré sur chacune, pour une certaine somme, signé et scellé dans la cire de sa propre main et contresigné par l’intendant au moment de leur émission ».

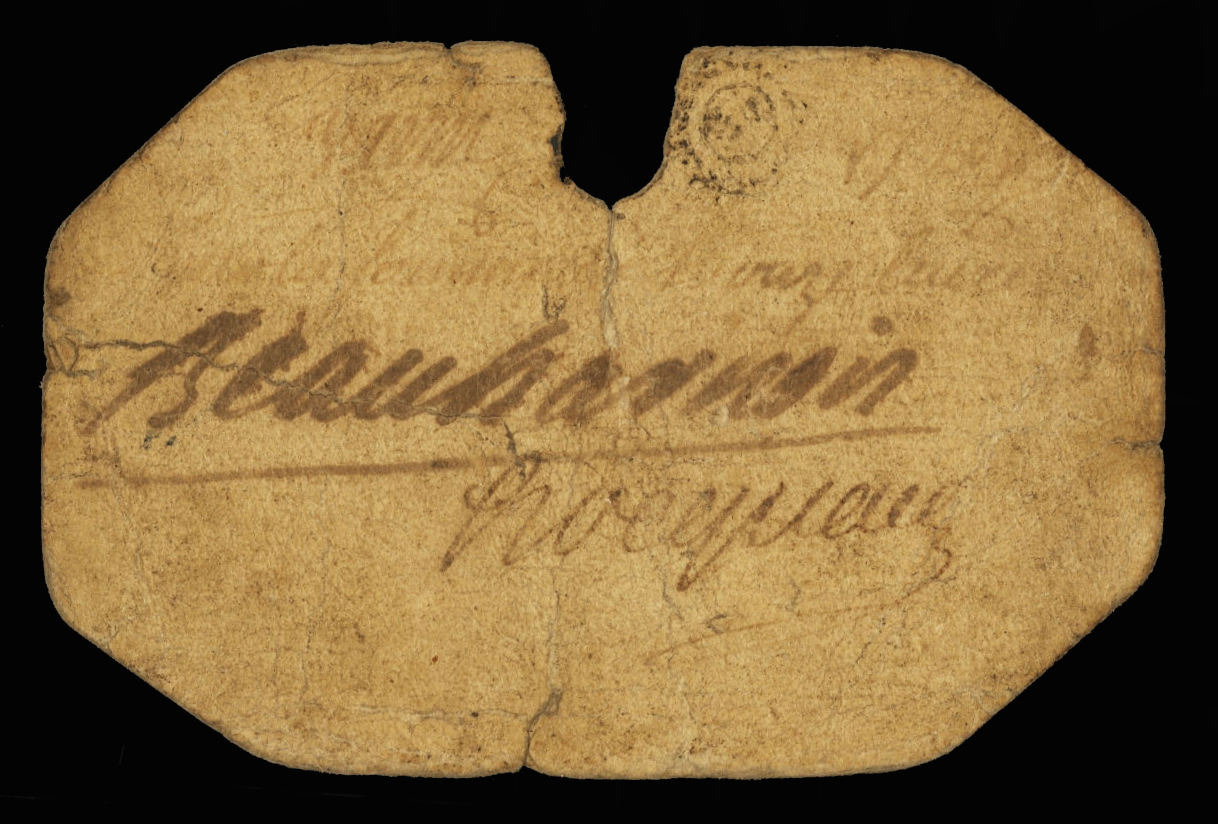
Monnaie de carte de 12 livres (c. 1735) émise sur simple carton blanc.

La première évaluation était par exemple de 4 livres pour une carte entière ; une demi carte valait 2 livres, et le quart de carte, quinze sous.
« George Heriot, maître général des postes de l'Amérique britannique, dans ses Voyages au Canada en 1805, cité par Alfred Sandham dans son ouvrage, The Coins, Medals and Tokens of the Dominion of Canada (Montréal, 1869), dit que chaque carte portait l'empreinte des armes de France (sur de la cire), sa valeur nominale et les signatures du trésorier, du gouverneur-général et de l'intendant. Il semble difficile d'admettre qu'autant d'inscriptions aient pu figurer sur une surface aussi restreinte que présente le quart d'une carte à jouer, et l'éminent historien américain, Francis Parkman, dans The Old Regime in Canada, en se référant, pour la description de ces cartes à un Mémoire adressé au Régent en 1715, n'a pas remarqué que l'auteur indique d'autres valeurs que celles de l'émission primitive et parait viser une émission ultérieure. Il y a tout lieu de croire que les cartes de de Meulles ne portaient que l'empreinte dans la cire à cacheter d'une fleur de lis couronnée, leur valeur et les signatures du commis du trésorier et de l'intendant ».
On l'échangeait pour des espèces sonnantes dès qu'on pouvait s'en procurer, puis l'on détruisait par le feu la carte ainsi annulée.

## Les différentes monnaies de carte

### Au Canada

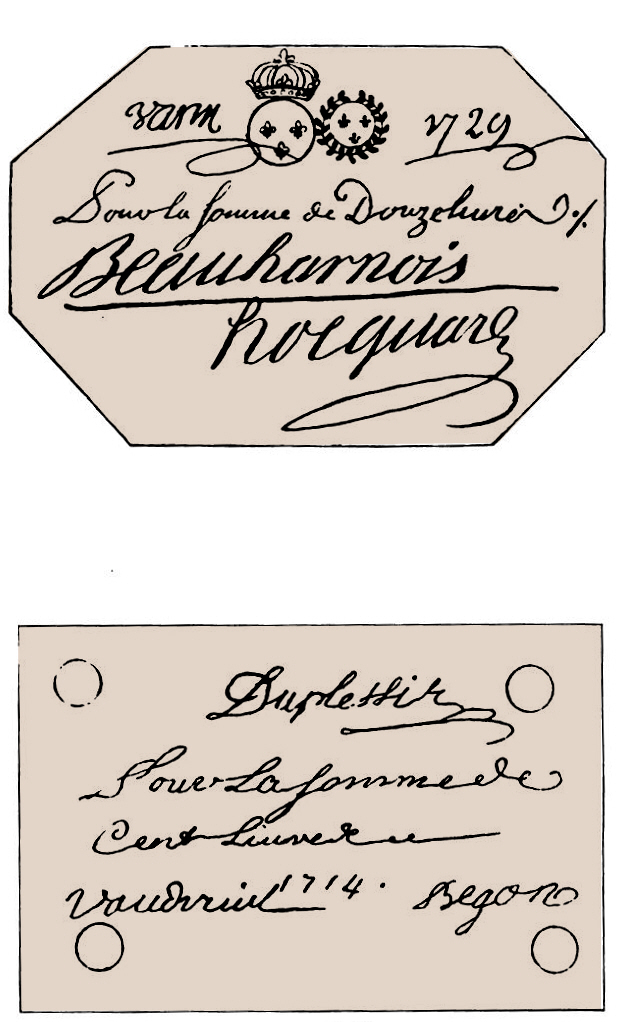
Monnaies de carte de 1729 et 1714 n'utilisant que le carton blanc portant sceau et signatures, sans illustration, et dont on coupait parfois les coins.

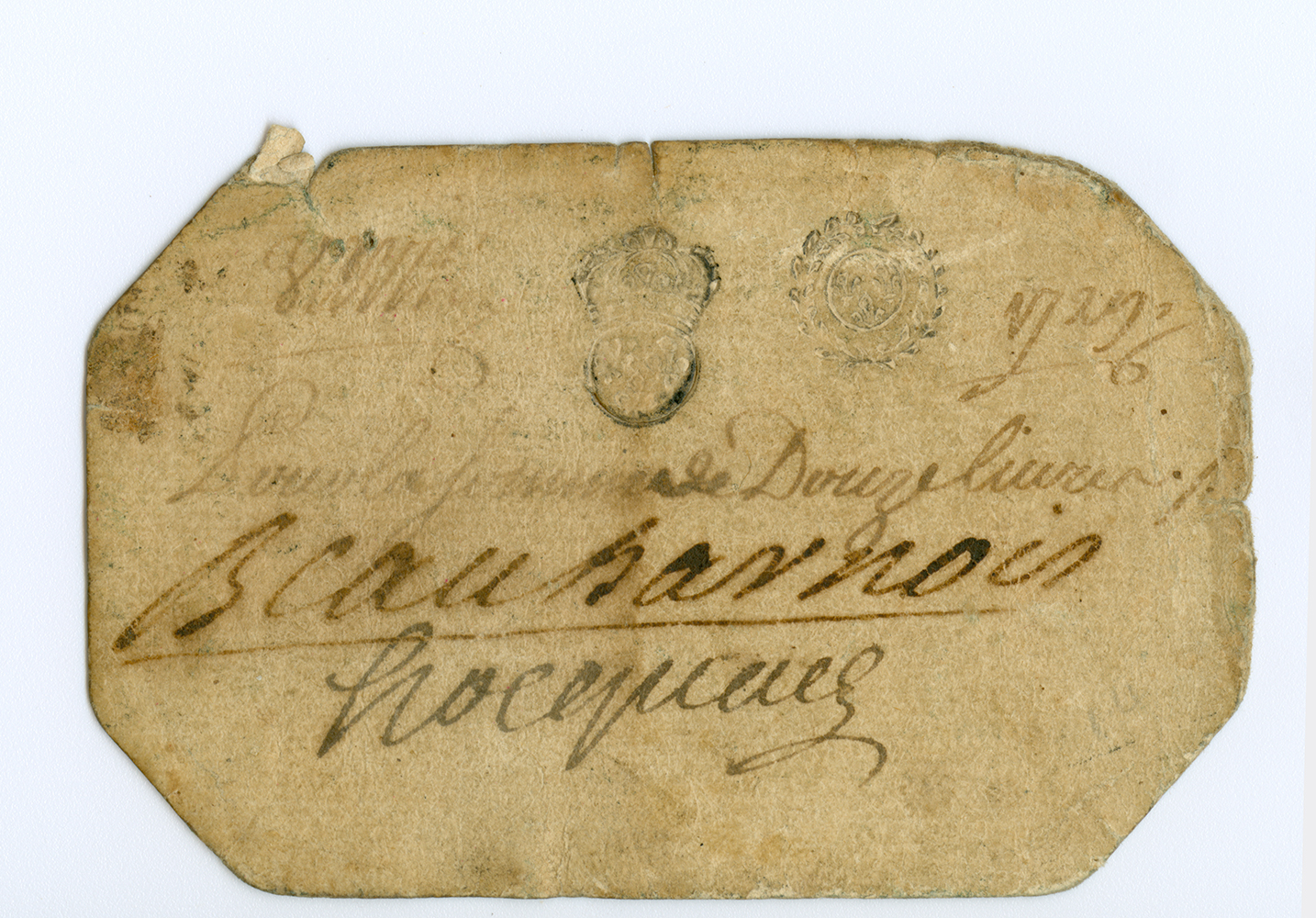
Monnaie de carte émise en 1729. Signatures: Beauharnois de la Boische, Charles, marquis de (1671-1749); Hocquart, Gilles (1694-1783); Varin de La Marre, Jean-Victor (1699-1780. Inscriptions manuscrites (de haut en bas, de gauche à droite): Varin / (trois sceaux) / 1729 / Pour la somme de douze livres / Beauharnois / Hocquart. Varin était agent du contrôleur de la marine, Beauharnois était gouverneur et Hocquart intendant de la Nouvelle-France. Carte timbrée à la cire à cacheter d'une fleur de lis et portant les signatures de l'intendant et du secrétaire de la trésorerie de Québec. Source : Service des Archives de BMO.

Émission du 18 avril 1749 : Sept sols six deniers, frappée de deux timbres secs ovales aux armes de France et de Navarre signée en haut Varin.

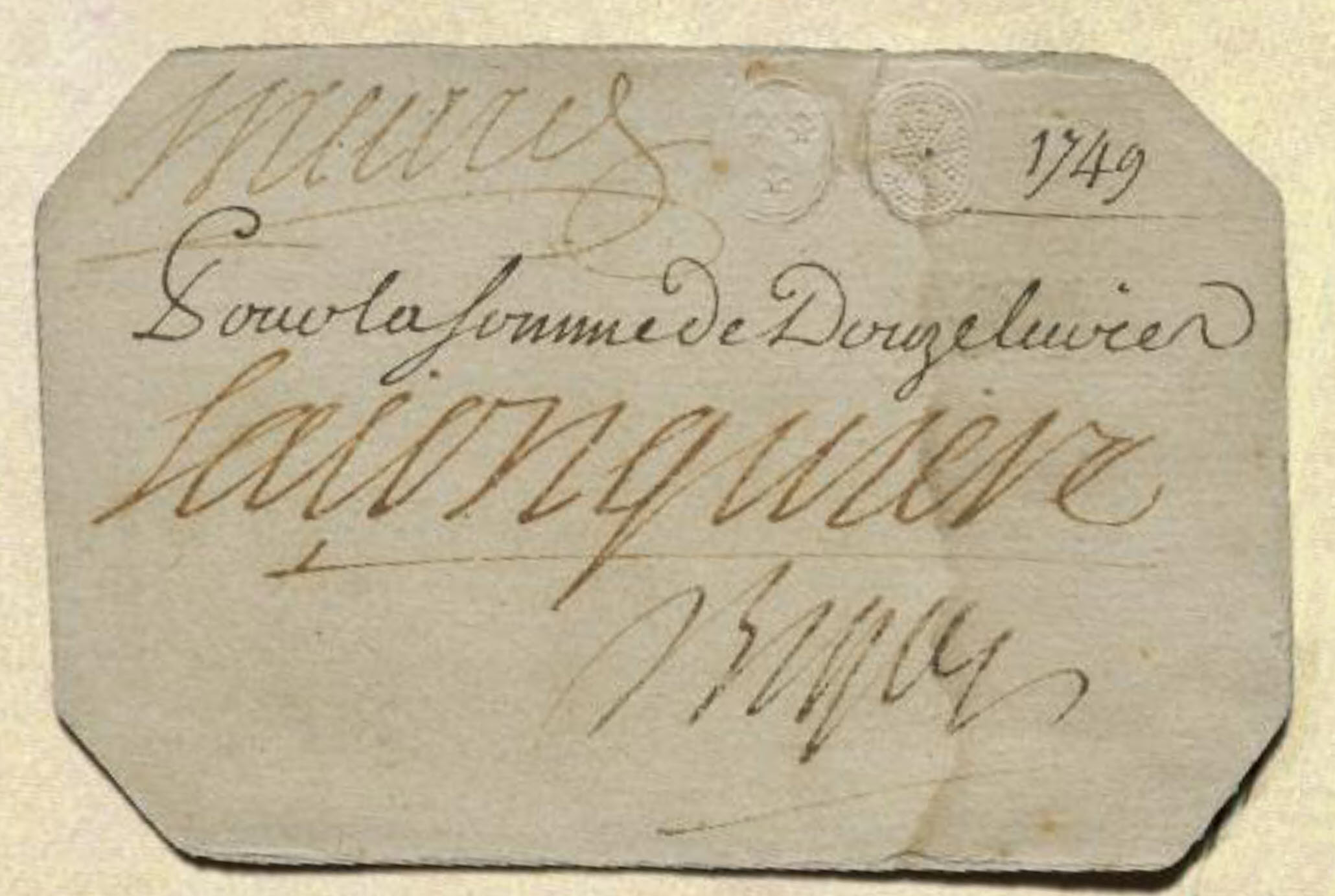
Monnaie de carte de 1749 n'utilisant que le carton blanc portant sceau et signatures, sans illustration, avec coins coupés.

Émission de 1757 : Quinze sols aux angles coupés, écriture en sens large, étroit, frappée de deux timbres secs ovales aux armes de France et de Navarre signée en haut Devilliers.

Quelques années après cette première expérience, on émet de nouvelles cartes en octobre 1711. La première série est retirée de la circulation et il n’en subsiste apparemment plus car « d'autres émissions suivirent en 1714 et 1717, mais avec cette dernière, on ordonna le retrait total des vieilles cartes ».
Selon P. N. Breton, « on ne trouve une première description des cartes que dans la délibération prise le 1er octobre 1711 par MM. de Vaudreuil, gouverneur ; Raudot, intendant ; et de Monseignat, contrôleur de la marine ; mais au sujet seulement de la fabrication de 3 000 cartes de 100 livres et de 3 000 cartes de 50 livres : l'écriture des cartes de 100 livres en travers, sur des cartes noires (c'est-à-dire des cartes aux figures noires). Et l'écriture des cartes de 50 livres de haut en bas, sur des cartes rouges entières (c'est-à-dire aux figures rouges)>. »

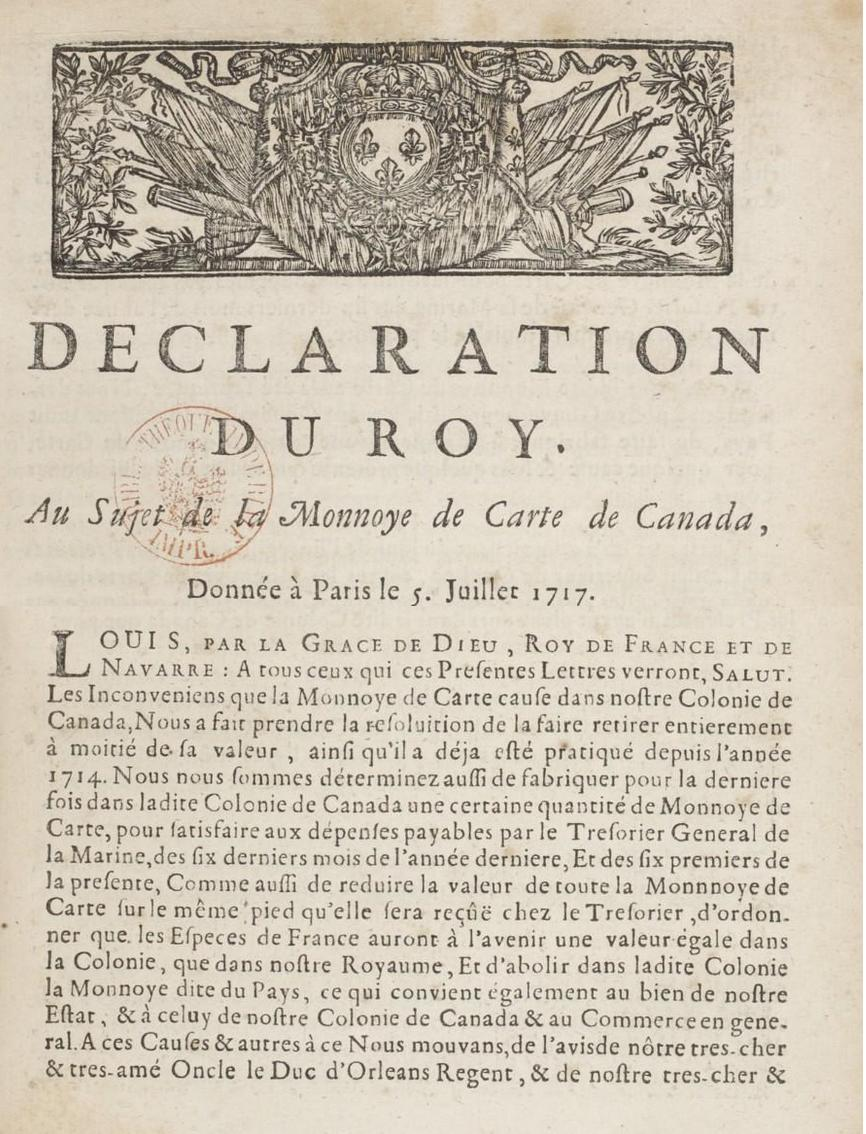
Déclaration du roi de France en 1717 réduisant la valeur de la monnaie de carte.

Cette monnaie fut très populaire au pays jusqu'à la déclaration du roi du 5 juillet 1717 « ordonnant que la monnaie de carte n'aura plus cours au Canada, sinon pour la moitié des valeurs écrites sur les cartes. La déclaration supprime en outre la monnaie du pays et instaure la monnaie de France ». La monnaie de carte s'était entre-temps dévaluée, du fait de la surabondance d'émission. Cependant, les cartes restèrent en circulation face à la nécessité, jusqu'en 1719. « En 1720, toutes ces cartes avaient été rachetées par le gouvernement ». En effet, « la monnaie de carte n’ayant été remplacée par aucun autre moyen d’échange, cette réforme monétaire déclencha une récession. On tenta de remédier à la situation par la mise en circulation de pièces de monnaie de cuivre en 1722, mais celles-ci ne furent pas bien accueillies par les commerçants. Des particuliers ont également émis des billets sur la base de leur propre solvabilité en guise de mode de paiement, une pratique qui existait avant le retrait de la monnaie de carte et qui fut utilisée de façon périodique pendant le restant du XVIIIe siècle et une bonne partie du XIXe siècle... ».
Le 2 mars 1729, une nouvelle ordonnance autorise la fabrication d'un montant total de 400 000 livres en cartes de 24 livres, 12 livres, 6 livres, 1 livre, 20 sols, 15 sols, et 7 sols, 6 deniers. À la différence des cartes à jouer mises en circulation de 1685 à 1714, celles de la deuxième période sont imprimées sur un simple carton blanc, donc sans illustration, et leurs dimensions varient selon leur valeur nominale. On a donc bien affaire à une forme de monnaie fiduciaire, qui hérite sans doute de l'expérience, pourtant désastreuse, de la Banque générale.
« Ce système se poursuivit jusqu'au temps de l'intendant Bigot et de la chute de la Nouvelle-France. L'inventaire de Jacques Le Ber de Montréal, daté du 7 juin 1735, comprend 84 livres huit sols et trois deniers en pièces de monnaie, et une valeur de 2 833 livres en cartes, témoignant de la prédominance de la monnaie de carte. »

#### Les ordonnances de Bigot
Ce système qui équivaut à celui des lettres de crédit ou de change fonctionnait ainsi :
« Vers 1750 Bigot introduit, comme nouvelle monnaie, une note non autorisée appelée ordonnance, qui, contrairement aux émissions de cartes, n’étaient approuvées ni par sceau ni par signature du Gouverneur. Celles-ci étaient plus que deux fois plus grandes, sur des formulaires de papier ordinaire, imprimés en France avec des espaces vierges à remplir pour indiquer montant, date et numéro. Ces « ordonnances » étaient tirées du trésor de Québec ou, en cas de la chute de la capitale, de Montréal ; considérées comme du comptant, elles étaient convertibles en totalité : soit en monnaie de carte, ou par des traites au trésorier de la Marine en France. Cette méthode offrait de vastes possibilités de spéculation, à la fois par le gouvernement et par la population. À ses débuts, les « ordonnances » de Bigot étaient légères, mais à la fin du régime français, il avait dépassé 80 millions de livres. C'était une grosse somme à rembourser pour un pays appauvri ».

#### Laprovince de Québecsousrégime britannique
De telles émissions perdurèrent sur le territoire canadien, voire au-delà, jusqu'en 1771, et se combinèrent aux ordonnances de paiement et aux lettres de change, qui ne furent pas remboursées par la France après la défaite de 1760.
« La guerre qui survint au Canada apporta un trouble profond dans les finances de la métropole déjà obérées par la guerre de Sept Ans. Le paiement des dépenses de la colonie fut suspendu par arrêt du 15 octobre 1759 et les lettres de change tirées sur le Trésor demeurèrent impayées. Le Canada abandonné à ses faibles ressources, vit bientôt son papier-monnaie tomber en complet discrédit et perdre toute valeur commerciale. Après la conclusion de la paix, le conseil d’État, par un arrêt en date du 29 juin 1764, décida l'extinction et la liquidation de la monnaie de carte. Elle avait duré quatre-vingts ans ».
Aucune carte des années 1685-1714 n'est pour l'heure parvenue jusqu'à nous.

#### Contrefaçons et sanctions
Selon Powell, les cartes ont été contrefaites presque immédiatement. À la suite de l’ordonnance émise par De Meulles annonçant le rachat de la monnaie de carte, le  5 septembre 1685, la contrefaçon fit l’objet de sanctions sévères. Les archives canadiennes conservent la trace de nombreuses affaires.
Sigler rapporte que « certaines contrefaçons de monnaie de carte firent leur apparition alors que beaucoup différente tant de dénominations et d’émissions furent mises en circulation d'année en année ; tant de cartes étaient usées et mutilées  que même des faussaires sans talent furent tentés de les copier. Au début, cette menace inquiéta très peu les autorités locales peu d'intérêt parce que, comme on l'a souligné, la plupart des indigènes n’étaient pas assez futés  pour être de bons faussaires et toute tentative de  contrefaçon de cartes fut rapidement détectée et les délinquants traduits en justice. La facilité avec laquelle cet argent pouvait être imité fut l'une des principales objections du roi, et dès le 5 septembre 1685, les autorités locales admettaient que quelques-unes de ces cartes avaient été contrefaites. »

Le 7 mars 1690, un chirurgien subit un châtiment et se retrouve en prison : 

« Pierre Malidor dûment atteint et convaincu d'avoir falsifié onze cartes de quatre livres pièce, en contrefaisant l'écriture et signature du sieur de Verneuil trésorier de la marine, ensemble la signature du sieur Duplessis, et les cachets de Monsieur le gouverneur et de Monsieur l'intendant, et ensuite d'avoir fait passer lesdites fausses cartes, en commerce, et reçu la valeur en argent, au lieu de celles qui ont cours pour argent monnayé. Et pour réparation condamne ledit Malidor, d'être battu et fustigé, nu, de verges, sur les épaules, par l'exécuteur de la haute justice, à la porte de ce palais, de celle de la paroisse Notre-Dame de cette ville, et des carrefours et lieux accoutumés, en chacun desquels il recevra six coups de fouet; et en outre à restituer le prix desdites cartes par lui contrefaites et en dix livres d'amende envers sa Majesté condamne aussi ledit Malidor à servir par force pendant trois ans; l'engagement duquel ne pourra être fait a personne, que pour s'en servir a plus de soixante lieues de cette ville. Défenses à lui de récidiver, ni d'y revenir pendant ledit temps, à peine de la hart, ordonne qu'il gardera prison jusqu'à ce que celui qui le voudra prendre pour s'en servir, ait fait les soumissions, que lesdites fausses cartes, seront brûlées par ledit exécuteur, à la place royal de la basse-ville, à la réserve de deux, qui seront paraphées par ledit lieutenant général, et gardées au greffe, pour y avoir recours si besoin est. »

— Fonds Conseil souverain, Jugements et délibérations, 7 mars 1690 
Par la suite, les responsables locaux demandèrent clémence pour John la Haye, un Irlandais, et un certain John Joublin, un Anglais, parce que leurs contrefaçons étaient bien malhabiles et donc aisément détectables.
En revanche, Louis Mallet et sa femme, Marie Moore, furent, eux, condamnés à la pendaison à Québec, le 2 septembre 1736, pour avoir contrefait de la monnaie de carte.
Le 12 janvier 1731, l'avocat et aventurier Claude Le Beau est condamné par contumace à la pendaison pour « Crime d'exposition frauduleuse de fausse monnoye de carte ». On exécute ce jugement, par effigie, dès le lendemain.
Une étude des délits reliés à la contrefaçon de cartes nous donne des statistiques et relate le cas d'un soldat faussaire : 
« Cette monnaie de papier est facile à contrefaire, d'où les plaintes pour fabrication, exposition et distribution de fausses cartes en Canada entre 1712 et 1748. En tout, 38 individus, soit 59 %, des 64 personnes accusées de crime contre l’État, sont traduits devant les tribunaux royaux du Canada pour ce délit. Ce sont surtout des soldats (20 des 32 accusés de faux-monnayage dont on connaît la répartition professionnelle) qui, avec l'aide d'autres militaires, fabriquent de fausses cartes ou falsifient des ordonnances de paiement ou des certificats, augmentant, par exemple, une ordonnance de 6 à 60 livres ou un certificat de 5 à 50 livres. Avec ces faux, ils bernent facilement les habitants qui se laissent impressionner par ces faussaires, souvent nouvellement arrivés de France, beaux parleurs et plus instruits qu'eux. Il est d'autant plus facile de passer cette fausse monnaie aux habitants du pays que plusieurs parmi eux, spécialement dans les côtes, ne savent ni lire ni écrire. »
Un autre, encore : Nicolas Payet dit Jolibois, soldat de la compagnie du Sieur de Lacorne, âgé de 29 ans, originaire de Paris, est trouvé coupable d'avoir fabriqué de fausses cartes et condamné à avoir le poing coupé puis à être pendu ; il réussit à s'évader des prisons de Québec avant son exécution.

### En Louisiane

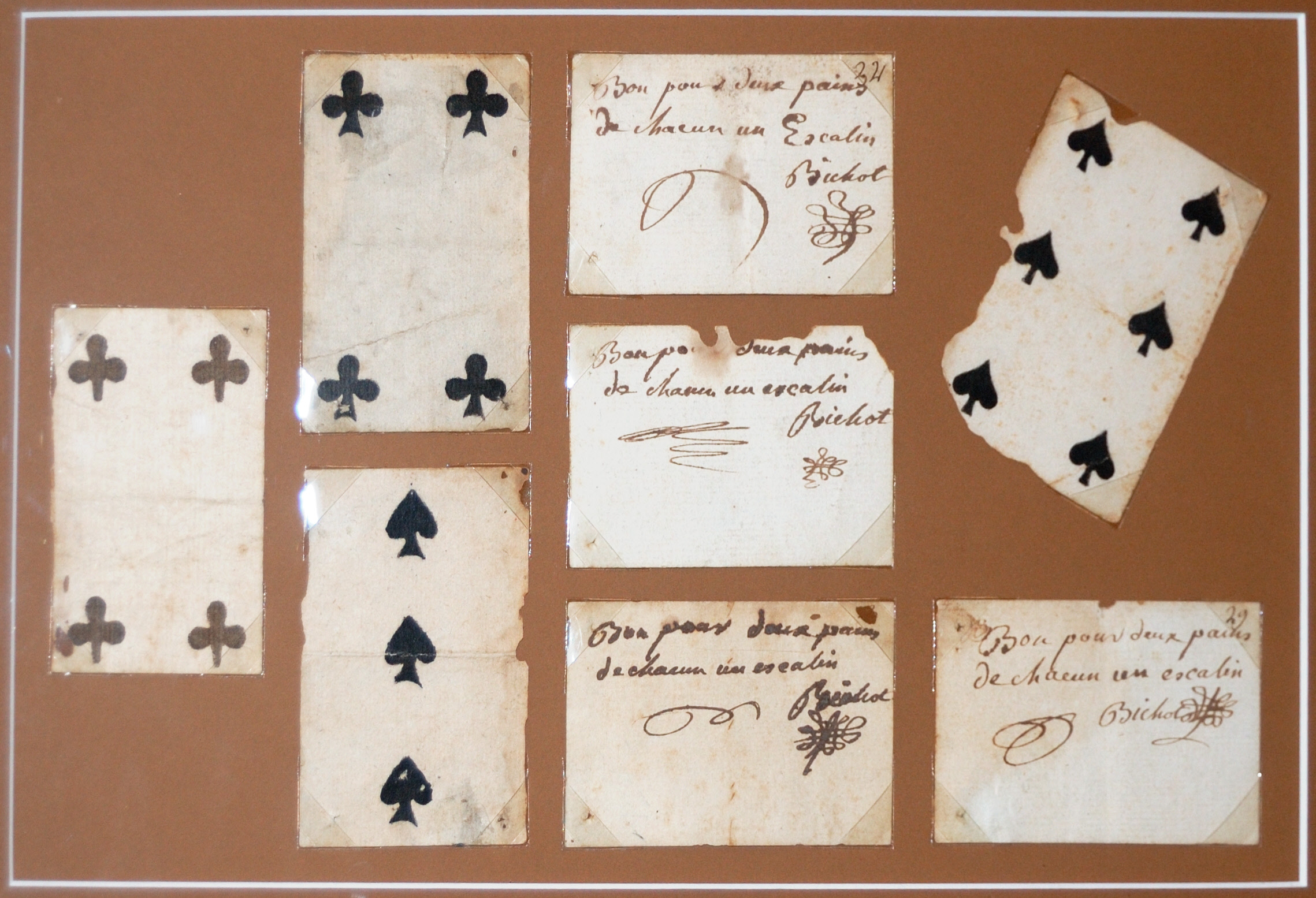
Monnaie de cartes (colonie de Louisiane)

En 1717, John Law lance, à Paris, la Banque générale dont les actifs reposent sur les revenus potentiels de la Louisiane via la Compagnie du Mississippi. La banqueroute de 1720 entraîne une famine monétaire qui va durer près de deux ans. En juillet 1722, des cartes à jouer commencent à circuler, ainsi que des bons, valant espèces.
Par ailleurs, le commerce avec la métropole étant déficitaire, les espèces métalliques diffusées par l'État dans sa colonie de Louisiane repassait tout de suite en France. Paris autorise donc en 1736 et 1737 deux émissions de monnaie de carte pour un total de 200 000 livres. Ainsi on reprenait une formule qui avait réussi au Canada. « Dès la fin de 1737, la quantité de cartes, de billets et d'ordonnances du trésorier restant sur la place dépassait le demi-million. [...] À la fin de 1744 le papier-monnaie en circulation atteint la somme d'environ 1 050 000 livres. Le volume de la monnaie fiduciaire augmentant sans que le crédit du pays s'accrût, le papier se déprécia rapidement et les prix subirent une hausse prodigieuse. [...] Les cartes tombèrent au même niveau que les billets. En 1740, ceux-ci avaient perdu la moitié de leur valeur nominale et les deux tiers en 1743 ». En 1746, Maurepas ordonne une banqueroute légalisée par déclaration du roi : tout papier est converti en lettres de change à la déduction de 60 % de sa valeur nominale.
En 1758, le commissaire général de la Marine Vincent-Gaspard de Rochemore, ordonnateur de Louisiane, exige par un arrêt que la production de monnaie de carte soit suspendue, mais en vain. L'usage perdure jusque dans les années 1760.

#### Pays des Illinois (Haute-Louisiane)
Dans les années 1740, le personnel militaire français du Fort de Chartres situé en Pays des Illinois (Haute-Louisiane) se met à utiliser de la monnaie de carte, sans l'accord de Paris. S'inspirant de l'expérience canadienne, elle est baptisée « solde de troupes » et sert effectivement à régler le salaire des soldats en poste dans le fort alors que la loi prévoyait expressément le paiement en espèces métalliques. Même après la prise du fort par les Britanniques en 1763, les cartes continuèrent à servir comme monnaie.

### En Guyane néerlandaise

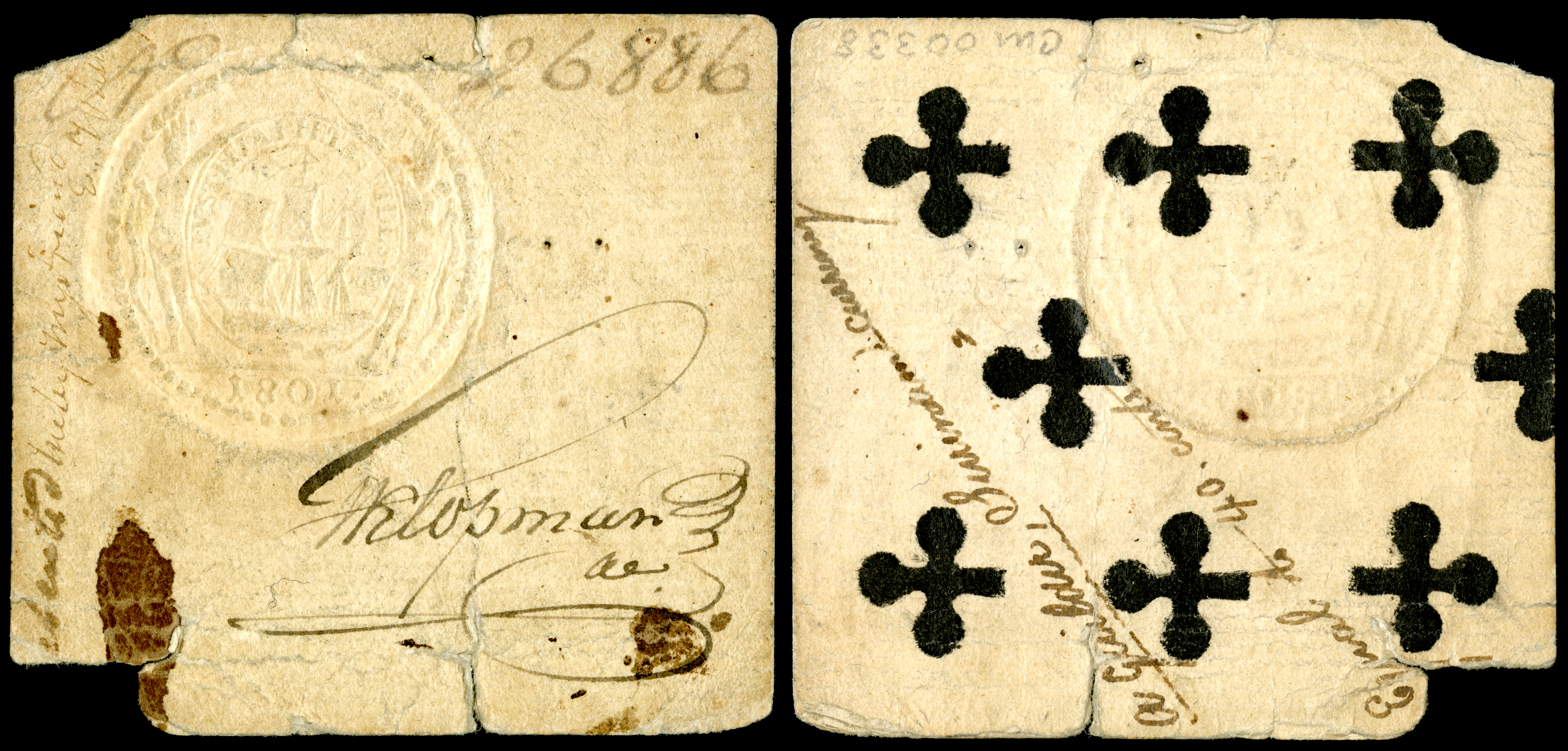
Monnaie de carte d'une valeur de 1 florin de Guyane néerlandaise (1801).

À partir de 1761, le gouverneur colonial de la Guyane néerlandaise convertit des cartes à jouer en instrument monétaire. Ces cartes sont dans un premier temps découpées dans un format circulaire de 38 mm de diamètre. Par la suite, le format rectangulaire l'emporte, certaines sont toutefois écornées, voire de forme hexagonale. Elles comportent un timbre sec aux armes royales, une signature, un numéro de série et la valeur. Celle-ci fut d'abord de 1, 2½ ou 10 florins, puis fut élevée jusqu'à 100 florins du fait de l'inflation car au moment où elles repassaient aux Pays-Bas pour y être changées en espèces, elles perdaient 75 % de leur valeur. Elles furent utilisées jusqu'en 1828, et disparurent au moment de introduction des premiers billets de banque imprimées par les autorités néerlandaises.

### En France (1790-1793)

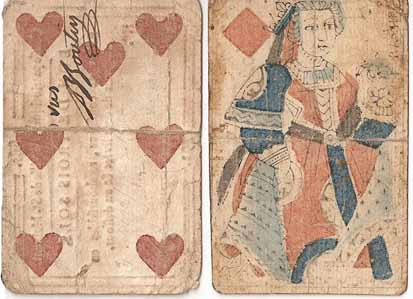
Deux bons de confiance émis par la ville de Saint-Maixent-l'École : à gauche, le 7 de cœur vaut pour 3 sols, à droite, la reine de carreaux affiche 15 sols.

Au moment de la création de l'assignat en 1790, plus de 1 500 communes décident de faire face à la pénurie monétaire en imprimant sur des cartes à jouer la mention « Bon de confiance » : cette monnaie de nécessité a coexisté avec de nombreux autres outils de paiement d'urgence (jetons en bronze, en carton, en porcelaine, etc.), le temps que les institutions monétaire révolutionnaires fabriquent des assignats en quantité suffisante. Les valeurs étaient très faibles (moins d'une livre tournois) et servaient donc aux échanges courants. L'économiste français Florin Aftalion émet l'hypothèse que la fabrication en fut suspendue du fait de la contrefaçon mais aussi de la surproduction. D'autre part, le principal émetteur, la Maison de secours (Paris), laisse bientôt apparaître un déficit de plus de 2 millions. Le retrait de la circulation de ces bons est prononcé à la mi-1793 et l'usage en est interdit sous peine de mort.

## Une invention remarquée
L'idée de la monnaie de papier et de la monnaie de carte fit l'objet d'analyses par plusieurs spécialistes ; certaines affirmations sont aujourd'hui remises en cause.

« L'intendant futé a donc inventé en 1685 le premier papier-monnaie, qui circulait à l'origine sous la forme d'une note, au dos d'une carte à jouer ordinaire signée par de Meulles. Ce fut le début du procédé de la monnaie de papier qui est depuis largement utilisé dans le monde entier. [...] R. W. McLachlan affirme que ce système de monnaie de carte fut le premier papier monnaie d'usage courant émis par une nation « de race blanche ». Il soutient que le papier-monnaie du Massachusetts, émis cinq années après celle du Canada, dans le but également de payer les soldats, était une copie de ce procédé. »

— William Henry Atherton, 1914

« […] On devrait mentionner ici la monnaie de nécessité émise en 1685 par l'intendant De Meulles, laquelle a son propre intérêt historique, quoique n’étant pas une espèce sonnante. On la versait, à défaut d’argent métallique disponible, aux soldats, envoyé à la défense du pays, qui réclamaient leurs arriérés. Celle-ci, bien avant toute émission régulière de monnaie de papier, s’est avérée être non seulement le précurseur, mais aussi l'exemple sur lequel était basée la monnaie promissoire des colonies américaines, ainsi que celle de la Banque d'Angleterre. Elle témoigne aussi de l'insuffisance au Canada d'une offre de papier adéquat pour une émission de monnaie, ainsi que l'absence de presse d'imprimerie. »

— R. W. McLachlan, 1915

« On prétend parfois que la monnaie de papier émise en 1690 par la colonie de Massachusetts Bay afin de payer les soldats revenant d'une expédition au Canada après la Première Guerre intercoloniale, fut le premier papier-monnaie émis en Amérique, mais la monnaie de carte à jouer canadienne avait fait son apparition cinq ans plus tôt. Un économiste observa que les colons du Massachusetts, face au succès remporté par la monnaie de carte canadienne, s'y sont familiarisés et il suggère que c'est peut-être ce qui a donné par la suite à cette colonie l'idée d'émettre de la monnaie de papier. »

— Phares O. Sigler, sept. 1956

« En 1686, la colonie de la baie du Massachusetts fut dirigée par Joseph Dudley (en) et ses associés en collusion. En prenant ses fonctions, Dudley et son Conseil nommèrent un comité formé des principaux commerçants et d'autres citoyens afin d'étudier l'état du commerce. Le comité, dirigé par le capitaine John Blackwell, recommanda de créer une banque éponyme dont les billets seraient imposés de force à la population comme monnaie légale. Leur plan était d'installer tous les principaux oligarques de l'ère Dudley à la direction de cette banque [...] Aucune coupure en dessous de vingt shillings ne serait émise, afin que la banque ne soit généralement limitée qu'aux citoyens les plus riches. La banque ne devait posséder en espèces aucun capital, bien que chacun des administrateurs devait en assumer la responsabilité. Leur plan fut abandonné avec l'arrivée d'Andros. La Glorieuse Révolution, en 1688, suscita de nouvelles discussions à propos de la banque Blackwell, mais encore une fois la proposition tomba à l'eau. La monnaie de papier apparut finalement au Massachusetts, non pas sous la forme de billets émis par une banque régionale, mais comme la première émission au monde de papier-monnaie gouvernemental, en dehors de la Chine médiévale.
Il y eut une seule exception : la monnaie de carte  du Québec. En 1685, l'intendant d'administration de Québec, Monsieur Meules [sic], décida d'augmenter ses réserves en divisant des cartes à jouer en quarts, en les marquant de diverses sommes, puis en les émettant afin de payer les salaires et les matériaux. Meules avait pris la précaution d'ordonner à la population d'accepter ces cartes (c'est la définition du cours légal ; les cartes étaient ensuite converties en espèces sonnantes envoyées de France. »

— Murray Newton Rothbard, 1975